# 협성고등학교
협성고등학교(協成高等學校)는 대한민국 대구광역시 남구 봉덕동에 있는 사립 남자 고등학교이다.

## 학교 연혁
- 1955년 2월 28일 : 학교법인 자혜학원 설립인가, 이사장 신낙도 취임
- 1955년 3월 24일 : 협성상업고등학교 설립인가(9학급), 초대 교장 신진욱 취임
- 1955년 4월 18일 : 개교식 및 입학식(대구시 남구 대명동 2148번지)
- 1955년 5월 1일 : 교사 1동 신축 낙성
- 1957년 3월 9일 : 제1회 졸업식 거행(졸업생수 280명)
- 1962년 12월 18일 : 학칙변경 주간 6학급, 야간 1학급, 계 21학급
- 1974년 3월 6일 : 축구부 결단식(단장 김경수, 부장 박관오, 코치 장지언)
- 1974년 3월 24일 : 협성상업고등학교 설립인가(9학급)
- 1975년 3월 5일 : 75학년도 신입생 입학식 492명(평준화연합고사 1회)
- 1976년 2월 28일 : 교사이전 (대구시 남구 대명동 2148번지에서 대구시 남구 봉덕동 1322-3번지로)
- 1985년 10월 4일 : 학칙변경(상고에서 일반계로 교명변경완성 45학급)
- 2002년 3월 18일 : 서편 신축 8개 교실 준공 및 개관식 거행
- 2004년 12월 5일 : 동편신관 증축 준공
- 2021년 9월 1일 : 제21대 정용호 교장 취임
- 2022년 1월 4일 : 제66회 졸업식(졸업생 185명) 전체 37,445명
- 2022년 3월 2일 : 2022학년도 입학식 거행

## 참고 자료
- 협성고등학교 - 한국교육학술정보원 학교알리미